# Gare de Bassens
La gare de Bassens est une gare ferroviaire française de la ligne de Paris-Austerlitz à Bordeaux-Saint-Jean, située sur le territoire de la commune de Bassens, dans le département de la Gironde, en région Nouvelle-Aquitaine.
C'est une gare de la société nationale des chemins de fer français (SNCF) desservie, par des trains TER Nouvelle-Aquitaine.

## Situation ferroviaire
Établie à 15 m d'altitude, la gare de Bassens est située au point kilométrique (PK) 574,622 de la ligne de Paris-Austerlitz à Bordeaux-Saint-Jean, entre les gares voyageurs de La Gorp et Cenon. Gare de bifurcation avec la ligne de Bassens au Bec-d'Ambès et une ligne vers le port, elle est proche de la gare marchandises de Bassens-Appontements.

## Histoire

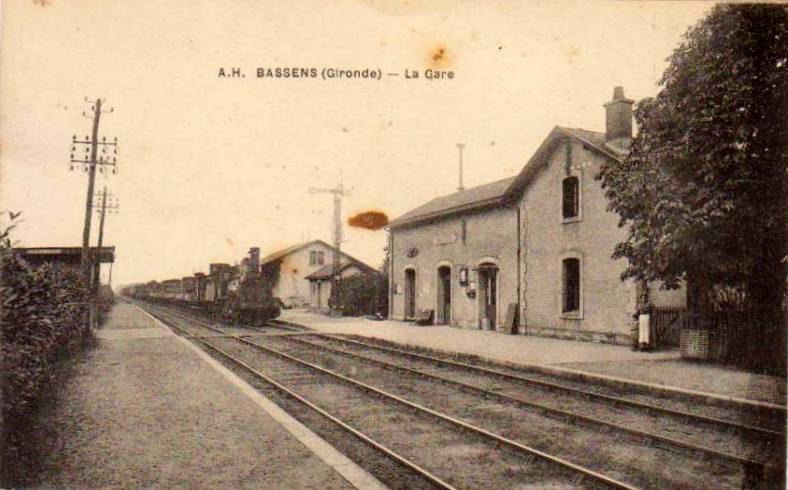
La gare au début du XXe siècle.

## Fréquentation
De 2015 à 2023, selon les estimations de la SNCF, la fréquentation annuelle de la gare s'élève aux nombres indiqués dans le tableau ci-dessous :
| Année           | 2015   | 2016   | 2017   | 2018   | 2019   | 2020   | 2021   | 2022   | 2023   |
| --------------- | ------ | ------ | ------ | ------ | ------ | ------ | ------ | ------ | ------ |
| Voyageurs seuls | 16 097 | 13 262 | 18 450 | 24 017 | 39 149 | 23 363 | 38 136 | 60 486 | 66 764 |

## Service des voyageurs

### Accueil
Gare SNCF, elle dispose d'un bâtiment voyageurs, avec guichet, ouvert du lundi au vendredi, fermé les samedis dimanches et fêtes. Elle est équipée d'automates pour l'achat de titres de transport.

### Desserte
Bassens est desservie par des trains TER Nouvelle-Aquitaine qui effectuent des missions entre les gares de Coutras et Bordeaux-Saint-Jean.

### Intermodalité
Un parc pour les vélos et un parking sont aménagés. Un arrêt permet des correspondances avec les lignes de bus 31 et 60 du réseau TBM.